# Jean-François Correvon
Jean-François Correvon (* 3. Oktober 1954 in Lausanne; † 23. November 2014 in Schlieren; heimatberechtigt in Cuarny) war ein Schweizer Künstler und Vertreter der konkreten und konstruktiven Kunst sowie Zigarrenhändler. Er lebte seit den achtziger Jahren in der Deutschschweiz, zuletzt in Dietikon.

## Leben und Werk
Die ersten künstlerischen Arbeiten von Correvon Ende der 1970er Jahre waren Landschaftsmotive in Acrylfarben, die von strenger Geometrie geprägt waren. Immer mehr setzten sich in seinen Werken die geometrischen Formen durch. Intensiv setzte sich Correvon mit der Studie der Techniken auseinander. Neben Acrylfarben verwendete er Ölfarben sowie Siebdruck und Giclée.
Neben seiner Kunst betätigte sich Correvon als Zigarrenhändler und -produzent. Seine Zigarren vermarktete er unter anderem unter der Eigenmarke Correvon 1291.